# Malus pumila
Malus domestica là loài thực vật có hoa trong họ Hoa hồng. Loài này được Mill. mô tả khoa học đầu tiên năm 1768.

## Hình ảnh

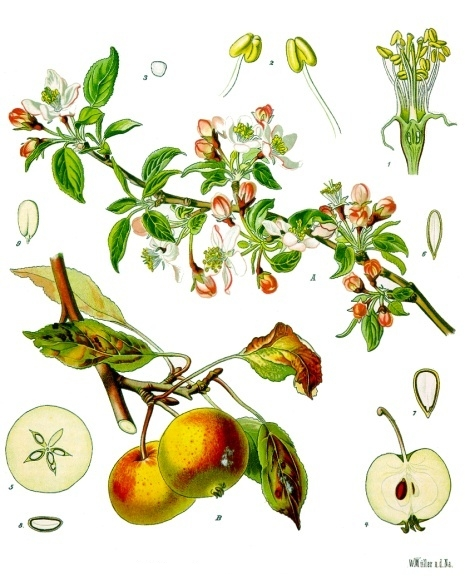
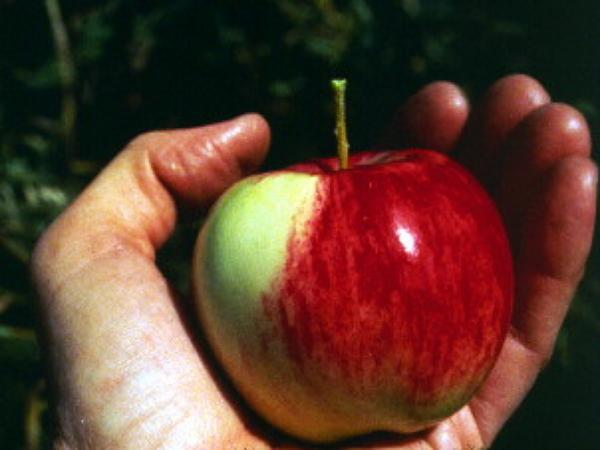
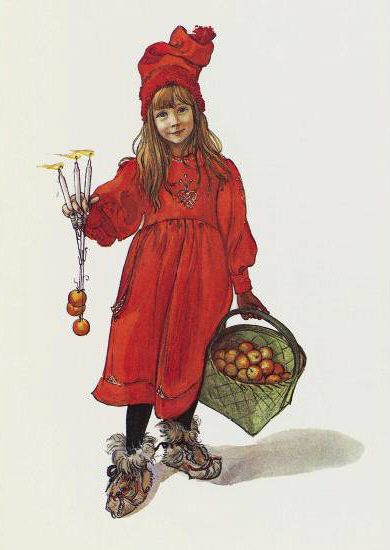
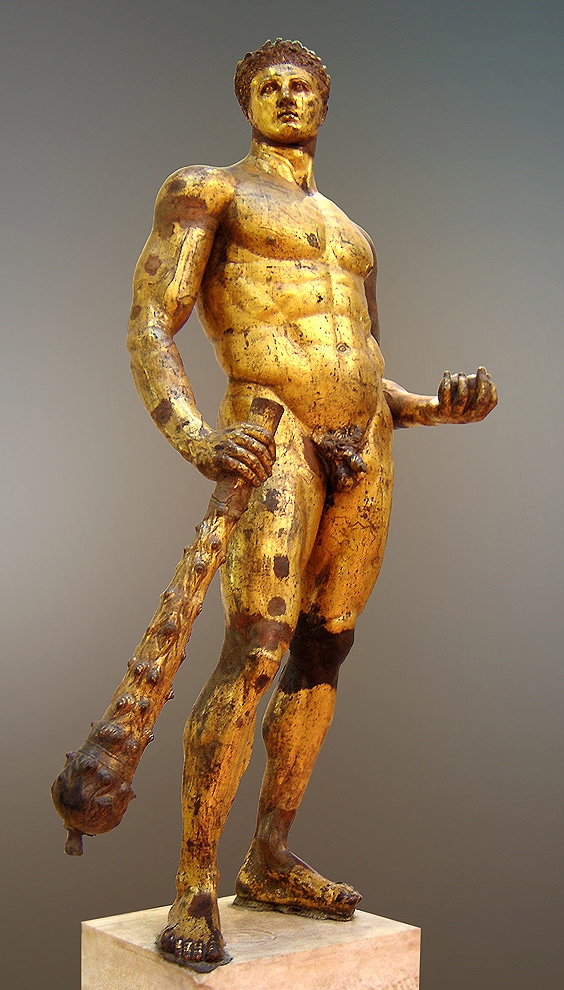